# Jingdezhen
La ciudad del pueblo Jing-dé (en chino: 景德镇市, pinyin: Jǐngdézhèn shì) es una ciudad-prefectura en la provincia de Jiangxi, República Popular China. Limita al norte con Anqing, al sur con Yingtan, al oeste con Jiujiang  y al este con Huangshan. Su área es de 5256 km² y su población es de 1,55 millones (2007).
Se le conoce como la "Capital porcelana", ya que ha estado produciendo cerámica de calidad por 1700 años. La ciudad tiene una historia bien documentada que se remonta a más de 2000 años. Jingdézhen es un centro histórico y cultural y fue nombrada una ciudad excepcional con buen servicio de salud. Forma parte de la red de ciudades creativas de la Unesco por la creatividad de su industria cerámica.

## Administración
La ciudad prefectura de Jingdezhén se divide en 2 distritos, 1 municipio y 1 condado:
- Distrito Zhushan  珠山区
- Distrito Changjiang 昌江区
- Ciudad Leping 乐平市
- Condado Fuliang 浮梁县

## Historia
Durante la dinastía Han, Jingdezhén fue conocida como Xinpin. Los registros históricos muestran que fue al mismo tiempo que se comenzó a hacer la cerámica. Xinpin luego pasó a llamarse Changnanzhen durante la Dinastía Song del  Norte. En 1004, durante la dinastía Song del Norte, Changnanzhen se convirtió en Jingdézhen.
Durante las dinastías Ming y Qing, Jingdezhen estaba considerada como una de las cuatro ciudades chinas más importantes y famosas en términos comerciales e industriales,
Bajo la dinastía Ming (1368-1644), con algunos períodos de interrupción, Jingdezhen comenzó a producir artículos de alta calidad, particularmente de porcelana a gran escala para el uso de la casa imperial, gobierno y la exportación. En tiempos de la dinastía Qing, a partir de 1675, el gobierno dirigió una grandiosa concentración de fábricas de cerámica, y por primera vez se pudo hablar de los “hornos (kilns) imperiales”, alcanzándose en ellos, una alta perfección.
En el siglo XIX, Jingdezhén se convirtió en condado. Durante el período de la República Popular China se convirtió en una ciudad-provincia, pero retuvo el nombre de Jingdézhen. Normalmente, cuando un pueblo se transforma a una ciudad, la designación de "ciudad" sustituye a la de "pueblo", pero Jingdézhen conservó su nombre en honor a su historia.
En 2004, Jingdézhen celebró el milenario convirtiéndose en el capital de la porcelana y asumiendo el nombre actual. El Museo Arqueológico Nacional (España) tienen en su colección varias piezas de cerámica de Jingdezhén, vasos, cuencos, botijos, jarras y tapaderas entre otras.

## Economía
Jingdezhén no solo es una gran ciudad, sino que también es una importante base industrial y comercial en el noreste de Jiangxi. En 2008, Jingdezhen alcanzó un PIB de 32.2 millones de yuanes. La ciudad de PIB per cápita ocupa el quinto lugar entre las once regiones administrativas de la provincia de Jiangxi. El ingreso per cápita disponible de los residentes urbanos es  13, 583 yuanes, el ingreso per cápita rural neto es de 5253 yuanes. Ambos figuran en cuarto lugar en Jiangxi. Los ingresos fiscales locales es de 18.5 millones, ubicando a la ciudad en la décima posición, justo por encima de la ciudad de Yingtan. El PIB de Jingdezhen y los ingresos fiscales locales son relativamente bajos de la provincia de Jiangxi, pero la tasa de crecimiento es rápida. Además la agricultura juega un papel muy importante en la economía de la ciudad.

## Transporte
Jingdézhen es el centro de transporte más importante de la región noreste de la provincia de Jiangxi. Históricamente, la principal vía de comunicación de Jingdézhen fue a través del río Chang. Puede enviar su porcelana por el lago Chang y allí conectarse con el río Yangtsé.  A partir de ahí la porcelana podría llega a la costa para su exportación. Hoy en día, el agua es mucho menos importante para el transporte de mercancías. Las Carreteras, el ferrocarril y las líneas aéreas se han convertido en formas más importantes de transporte de mercancías y personas.

## Clima
Jingdezhén tiene cuatro estaciones muy diferenciadas, el verano es largo y muy caliente y húmedo y el invierno es frío y seco. La temperatura máxima es de más de 40C y la mínima es de menos de -5C.
| Parámetros climáticos promedio de Jingdezhén                                        | Parámetros climáticos promedio de Jingdezhén | Parámetros climáticos promedio de Jingdezhén | Parámetros climáticos promedio de Jingdezhén | Parámetros climáticos promedio de Jingdezhén | Parámetros climáticos promedio de Jingdezhén | Parámetros climáticos promedio de Jingdezhén | Parámetros climáticos promedio de Jingdezhén | Parámetros climáticos promedio de Jingdezhén | Parámetros climáticos promedio de Jingdezhén | Parámetros climáticos promedio de Jingdezhén | Parámetros climáticos promedio de Jingdezhén | Parámetros climáticos promedio de Jingdezhén | Parámetros climáticos promedio de Jingdezhén |
| Mes                                                                                 | Ene.                                         | Feb.                                         | Mar.                                         | Abr.                                         | May.                                         | Jun.                                         | Jul.                                         | Ago.                                         | Sep.                                         | Oct.                                         | Nov.                                         | Dic.                                         | Anual                                        |
| ----------------------------------------------------------------------------------- | -------------------------------------------- | -------------------------------------------- | -------------------------------------------- | -------------------------------------------- | -------------------------------------------- | -------------------------------------------- | -------------------------------------------- | -------------------------------------------- | -------------------------------------------- | -------------------------------------------- | -------------------------------------------- | -------------------------------------------- | -------------------------------------------- |
| Temp. máx. media (°C)                                                               | 10.4                                         | 12.2                                         | 16.4                                         | 22.6                                         | 26.9                                         | 30.0                                         | 33.9                                         | 34.0                                         | 30.3                                         | 24.9                                         | 19.0                                         | 13.2                                         | 22.8                                         |
| Temp. mín. media (°C)                                                               | 1.5                                          | 3.6                                          | 7.6                                          | 13.3                                         | 18.0                                         | 21.8                                         | 24.8                                         | 24.2                                         | 20.4                                         | 14.4                                         | 8.4                                          | 3.1                                          | 13.4                                         |
| Precipitación total (mm)                                                            | 81.0                                         | 116.8                                        | 179.1                                        | 239.9                                        | 269.2                                        | 312.7                                        | 189.3                                        | 133.3                                        | 72.1                                         | 71.3                                         | 63.4                                         | 49.2                                         | 1777.3                                       |
| Días de precipitaciones (≥ 0.1 mm)                                                  | 13.0                                         | 14.0                                         | 18.1                                         | 16.7                                         | 16.4                                         | 15.9                                         | 12.1                                         | 11.3                                         | 9.2                                          | 8.6                                          | 8.0                                          | 7.5                                          | 150.8                                        |
| Horas de sol                                                                        | 100.0                                        | 90.2                                         | 91.3                                         | 117.1                                        | 149.5                                        | 151.0                                        | 226.7                                        | 227.6                                        | 180.7                                        | 169.9                                        | 148.2                                        | 145.3                                        | 1797.5                                       |
| Humedad relativa (%)                                                                | 78                                           | 78                                           | 81                                           | 80                                           | 79                                           | 82                                           | 78                                           | 77                                           | 77                                           | 75                                           | 75                                           | 73                                           | 77.8                                         |
| Fuente n.º 1: National Meteorological Centre of China (temp, precip data 1953–2007) |                                              |                                              |                                              |                                              |                                              |                                              |                                              |                                              |                                              |                                              |                                              |                                              |                                              |
| Fuente n.º 2: China Meteorological Administration (all others, 1971–2000)           |                                              |                                              |                                              |                                              |                                              |                                              |                                              |                                              |                                              |                                              |                                              |                                              |                                              |